# Calle 7
Calle 7 est une émission de télévision chilienne diffusée sur la chaîne de télévision TVN et présentée par Alain Soulat. Diffusée lundi au vendredi à 18h00.

## Animateurs
- Karen Doggenweiler (2009)
- Martín Cárcamo (2009-2010)
- Jean Philippe Cretton (2010-2013)
- Alain Soulat (2013)

## Participants
- Felipe Camus - "Chico Camus"
- Juan Carlos Palma - "JC"
- Francisco Puelles - "Chapu"
- Charlie Bick - "Charlie"
- Fernanda Gallardo - "Feña"
- Camila Andrade - "Cami"
- Jacqueline Gaete - "Jackie"
- Federico Koch - "Fede"
- Eliana Albasetti - "Eli"
- Catalina Vallejos- "Cata"
- Matías Gil - "Mati"
- Danae Vergara - "Danae"
- Karen Bejarano - Karen Paola
- Katherina Contreras - "Kathy"
- Alexandre Mascaro - "Alex"
- Ronny Munizaga - "Ronny Dance"